# Elecciones generales de Gambia de 1987
Las elecciones generales se llevaron a cabo en Gambia el 11 de marzo de 1987. La fecha de la elección había sido anunciada el 1 de enero de 1987 y las propuestas de los candidatos presidenciales cerradas el 9 de febrero. Un total de 113 candidatos se presentaron para los 36 escaños. Ambas elecciones fueron ganadas por los Partido Progresista Popular, cuyo líder Dawda Jawara permaneció como presidente para el período 1987-1992.

## Resultados

### Presidente
| Candidato                          | Partido                            | Votos   | %     |
| ---------------------------------- | ---------------------------------- | ------- | ----- |
| Dawda Jawara                       | Partido Popular Progresista        | 123.385 | 59.18 |
| Sheriff Mustapha Dibba             | Partido Convención Nacional        | 57.343  | 27.51 |
| Assan Musa Camara                  | Partido Popular de Gambia          | 27.751  | 13.31 |
| Total                              | Total                              | 208.479 | 100   |
| Votantes registrados/participación | Votantes registrados/participación | 262.593 | 79.39 |
| Fuente: Hughes & Perfect           |                                    |         |       |

### Asamblea Nacional
| Partido                                                                | Votos   | %     | Escaños | +/–   |
| ---------------------------------------------------------------------- | ------- | ----- | ------- | ----- |
| Partido Popular Progresista                                            | 119.248 | 56.35 | 31      | +4    |
| Partido Convención Nacional                                            | 55.251  | 26.11 | 4       | –     |
| Partido Popular de Gambia                                              | 31,604  | 14.93 | 0       | Nuevo |
| Partido Convención Nacional-Partido Unido                              | 3.210   | 1.52  | 1       | –     |
| Organización Democrática Popular para la Independencia y el Socialismo | 2.069   | 0.98  | 0       | Nuevo |
| Independientes                                                         | 233     | 0.11  | 0       | 0     |
| Nominados por el presidente                                            | –       | –     | 8       | 0     |
| Representantes de los Líderes Tribales                                 | –       | –     | 5       | 0     |
| Fiscal general (ex officio)                                            | –       | –     | 1       | 0     |
| Total                                                                  | 211,615 | 100   | 50      | +1    |
| Votantes registrados/participación                                     | 262.593 | 80.59 | –       | –     |
| Fuente: Hughes & Perfect                                               |         |       |         |       |